# Gustav Nottebohm
Pour les articles homonymes, voir Nottebohm.
Martin Gustav Nottebohm  est un musicologue, éditeur de musique, pianiste,  compositeur, et professeur de musique prussien, né à Lüdenscheid (Province de Westphalie) le 12 novembre 1817 et décédé à Graz le 29 octobre 1882. Il a fait la plus grande partie de sa carrière à Vienne et est surtout connu pour ses études sur Beethoven,.

## Biographie
Nottebohm a fait ses études d'abord à Berlin, puis en 1840 au Conservatoire de Leipzig, où il a eu comme professeurs Mendelssohn et Schumann. Il est allé ensuite à Vienne en 1846 pour étudier le contrepoint avec Simon Sechter. Il s'est installé à Vienne, où il gagnait sa vie comme professeur de piano et de théorie. En 1858, il a été nommé comme membre de la direction, puis en 1864, archiviste et bibliothécaire de la Gesellschaft der Musikfreunde (Société des amis de la musique) à Vienne. En 1862, il a fait connaissance de Brahms, avec qui il est devenu ami; Brahms s'est occupé de Nottebohm lors de sa dernière maladie et s'est chargé de l'organisation des funérailles.
Nottebohm a eu pour élèves Fritz Steinbach, Heinrich von Herzogenberg et Eusebius Mandyczevski.
Le nom de Gustav Nottebohm a été donné en 1921 à une rue de Vienne (la Nottebohmstrasse).

Blason famille Nottebohm

## Le musicologue
Nottebohm a été un pionnier pour les études sur l'œuvre de Beethoven. Il a fait des recherches pour trouver des souvenirs de Beethoven et a rédigé un important catalogue thématique des compositions de Beethoven. Sa plus grande contribution, cependant, est probablement sa série d'essais et de commentaires portant sur plusieurs des «carnets» dans lesquels Beethoven avaient noté et élaboré ses premières idées musicales. Les dernières publications de Nottebohm sur ce sujet ont été rendues publiques de manière posthume en 1887, et éditées par son ancien élève Eusebius Mandyczevski. 
Écrivant au sujet des recherches de Nottebohm sur les esquisses de Beethoven, Joseph Kerman (en), l'un des érudits sur l'œuvre de Beethoven, a porté sur Nottebohm un jugement dans les termes suivants : « Il a commis quelques erreurs, mais il y a peu d'érudits de musique qui auraient pu maintenir un si haut niveau d'exactitude et d'objectivité, et donc un sens aigu de la pertinence, en ayant à traiter une telle masse d'un matériel aussi difficile. »
Le travail académique de Nottebohm ne s'est pas limité à Beethoven. Il a publié un catalogue thématique des œuvres de Schubert. Il était également un collectionneur avide de musique baroque et pré-baroque aussi bien vocale qu'instrumentale. Brahms a hérité une partie de cette collection et il l'a léguée, ainsi que sa propre bibliothèque, à la Gesellschaft der Musikfreunde de Vienne.

## Compositions
Nottebohm a surtout composé des œuvres de musique de chambre ou pour le piano. Ces dernières comprennent une série de variations pour deux pianos dont le thème est tiré d'une Sarabande de J.S. Bach. Nottebohm a souvent exécuté ce duo en compagnie de Brahms. Dans une lettre à Heinrich von Herzogenberg datée du 20 août 1876, Brahms classe Nottebohm parmi les praticiens modernes de la forme variation.
- Variationen über ein Thema von Johann Sebastian Bach en ré mineur pour piano à quatre mains, op. 17
- Salve Regina

## Écrits
- Thematisches Verzeichniss der im Druck erschienenen Werke von Ludwig van Beethoven, 2., verm. Aufl., Leipzig 1868
- Beethoveniana. Aufsätze und Mittheilungen, Leipzig 1872
- Beethoven's Studien, nach den Original-Manuscripten dargestellt, Band 1, Beethoven's Unterricht bei J. Haydn, Albrechtsberger und Salieri, Leipzig 1873 (volume 2 non publié)
- Thematisches Verzeichniss der im Druck erschienenen Werke von Franz Schubert, Vienne 1874
- Ein Skizzenbuch von Beethoven aus dem Jahre 1803, Leipzig 1880
- Mozartiana. Von Mozart herrührende und ihn betreffende, zum großen Theil noch nicht veröffentlichte Schriftstücke, nach aufgefundenen Handschriften,  Leipzig 1880
- Zweite Beethoveniana. Nachgelassene Aufsätze, édité par Eusebius Mandyczevski, Leipzig 1887